# Dmitri Volkov
Dmitri Volkov (în rusă Дми́трий Арка́дьевич Во́лков, Dmitri Arkadievici Volkov; n. 30 martie 1966, Moscova, RSFS Rusă, URSS – d. 16 ianuarie 2025, Moscova, Rusia) a fost un înotător rus, medaliat olimpic. A participat la două ediții ale Jocurilor Olimpice, la care a câștigat o medalie de argint (cu ștafeta de 4 x 100 m mixt în 1992) și două medalii de bronz (la 100 m bras și cu ștafeta de 4 x 100 m mixt, în 1988).